# Iglesia de San Juan de los Naharros (Soria)
La Iglesia de San Juan de los Naharros era una de las 35 parroquias con las que contaba la ciudad de Soria. Fue abandonada en el siglo XVI, concretamente en el año 1577.

## Historia
La Iglesia de San Juan de los Naharros aparecía en el censo de Alfonso X elaborado en el año 1270. Conocida también como de los Navarros, debía hallarse entre la colegiata y el Mirón, a mitad de camino, a la izquierda según se subía y frente a la iglesia de Santa Cruz. Pasó a depender de esta última en 1538, para derrumbarse en 1577, utilizándose la piedra en las obras del convento de la Merced y colocándose en su solar una cruz de piedra. Aquí celebraron sus juntas los miembros del linaje Don Vela, trasladándose tras su abandono a Nuestra Señora del Poyo.

## Descripción
Era una pequeña y simple iglesia iglesia, como casi todas las parroquias que aparecían en el censo de Alfonso X elaborado en 1270, y de estilo románico.
El camino de San Juan de Naharros es el que une el Camino de Santa Cruz, como prolongación de este, con la ermita del Mirón.